# Yanyang Shanxin
Yanyang Shanxin, także Yanyang Shanzhao (chiń. trad. 嚴陽善信; pinyin Yányáng Shànxìn; kor. 엄양선신 Amyang Sŏnsin; jap. Genyō Zenshin; wiet. Nghiêm Sương Thiện Tín) – chiński mistrz chan z linii przekazu mistrza Zhaozhou Congshena.

## Życiorys
Był uczniem mistrza chan Zhaozhou Congshena. Żył i nauczał w Xinxing położonym w Hongzhou. Podobno miał węża i tygrysa, które jadły mu z ręki.
Gdy Yanyang po raz pierwszy spotkał Zhaozhou, spytał go: „Kiedy nawet jedna rzecz nie może być zabrana, co wtedy?”
Zhaozhou powiedział: „Odłóż to.”
Yanyang powiedział: „Skoro nawet jedna rzecz nie może być wzięta, to jak może być odłożona?”
Zhaozhou powiedział: „Jeśli nie możesz jej odłożyć, to nieś ją dalej.”
Po usłyszeniu tych słów Yanyang doświadczył wielkiego oświecenia.
Po objęciu przez Yanyanga stanowiska opata w klasztorze, pewien mnich zapytał go: „Czym jest Budda?”
Yanyang powiedział: „Kupą kurzu.”
Mnich spytał: „Czym jest Dharma?”
Yanyang powiedział: „Ziemia się porusza.”
Mnich spytał: „Czym jest Sangha?”
Yanyang powiedział: „Jedzeniem owsianki i ryżu.”
Mnich spytał: „Czym jest 'spotykanie rzeczy tak jak się przejawiają?'”
Yanyang powiedział: „Podaj mi ławeczkę do medytacji.”

## Linia przekazu Dharmy
- 35/8 Mazu Daoyi (707–788)
  - 36/9 Nanquan Puyuan (748–935)
    - 37/10 Zhaozhou Congshen (778–897)
      - 38/11 Yanyang Cunsu (bd)
      - 38/11 Yanyang Shanxin (bd) zapewne jest to któryś z dwu powyższych uczniów Zhaozhou
      - 38/11 Huicong (bd)
      - 39/11 Guangxiao Huijiao (Jue Tiezi) (bd)
      - 39/11 Guoqing Yuanfeng (bd)
      - 39/11 Wenyuan (bd)
      - 39/11 Muzhen Tulang (bd)